# ألفرد ارتشر
ألفرد ارتشر (6 ديسمبر 1871 - 15 يوليو 1935)  (بالإنجليزية: Alfred Archer)‏ هو لاعب كريكت بريطاني (وحمل سابقاً جنسية المملكة المتحدة لبريطانيا العظمى وأيرلندا). شارك مع منتخب إنجلترا للكريكت.

## وصلات خارجية
- ألفرد ارتشر على موقع إي آس بي آن كريك إنفو (الإنجليزية)